# Men in Black – Sötét zsaruk 3.
A Men in Black – Sötét zsaruk 3. (eredeti cím: MIB3, Men In Black 3 vagy Men in Black III-D) 2012-ben bemutatott 3D-s science-fiction-vígjáték Will Smith és Tommy Lee Jones főszereplésével. A filmben szerepel továbbá Josh Brolin és Jemaine Clement. Barry Sonnenfeldg ismét rendezőként, Steven Spielberggel vezető producerként jegyzi. A film a Men in Black – Sötét zsaruk filmsorozat harmadik része, amelyet a Malibu Comic könyvsorozat Men in Black-je ihletett, Lowell Cunningham tollából. A  harmadik rész főcímzenéje Pitbull Back in time című dala.
A Men in Black 2. folytatásaként az USA-ban 2012. május 25-én, Magyarországon 2012. május 24-én került a mozikba, tíz évvel elődje után.

## Cselekmény
J ügynök számos megmagyarázhatatlan dolgot látott a fekete ruhásoknál eltöltött 15 éve alatt, de még a földönkívüliek se hozzák zavarba annyira, mint gúnyos, szűkszavú partnere. Amikor egy váratlanul feltűnt időhurok miatt K ügynök élete és a bolygó sorsa forog kockán, akkor J-nek vissza kell utaznia az időben, hogy megmentse a társa életét és a Földet. J rájön, hogy vannak olyan titkok a világegyetemben, amelyeket K sosem mondott el neki – olyan titkokat, amelyek rögtön leleplezik magukat, amint összeáll a fiatal K ügynökkel, aki eleinte ellenségesen fogadja, hiszen nem ismeri fel.

## Szereplők
(zárójelben a magyar hangok alakítói)
- Will Smith mint J ügynök, egy "fekete ruhás" (Kálid Artúr)
- Tommy Lee Jones mint K ügynök, egy "fekete ruhás" (Rajhona Ádám)
- Josh Brolin mint a fiatal K ügynök (Haás Vander Péter)
- Emma Thompson mint O ügynök, napjainkban MIB ügynök, az 1960-as években titkár (Kovács Nóra)
- Alice Eve mint a fiatal O ügynök (Zsigmond Tamara)
- Nicole Scherzinger mint Lily (Wégner Judit)
- Jemaine Clement mint "Vadállat" Boris (Epres Attila)
- Yuri Lowenthal mint Knuckles (csak hang)

## A film készítése
A film első bejelentésére 2009. április 1-jén került sor Rory Bruer, a Sony Pictures Entertainment elnöke által, egy Sony ShoWest prezentáció alkalmával. 2009 októberében derült ki, hogy a film  forgatókönyvírója Etan Cohen lesz. 2010 márciusáig Will Smith bizonytalan maradt, hogy a MIB3-hoz, vagy egy másik filmhez (angolul: The City That Sailed; nyersfordításban: Az elúszott város) csatlakozzon. A rendező, Barry Sonnenfeld 2010 májusában megerősítette, hogy a főszereplő továbbra is Tommy Lee Jones és Will Smith lesz. Már 2008-ban érdeklődtek szerepükhöz való visszatérésükről. A csapat többi tagja, mint Walter F. Parkes és Laurie MacDonald producerek, illetve Steven Spielberg executive producer már az előző két filmnek is producerei voltak.
2010 júniusában David Koeppet nevezték meg, mint Cohen forgatókönyvének újraíróját. 2010. június 11-én a SonyInsider.com rajongói oldal megosztott egy videót, ami "egy klip, amely egy exkluzív Sony 3D TV nyitó eseményen debütált, a Sony Pictures Studiosban, és amelyben Will Smith látszik J ügynöknek öltözve, 3D-s szemüveget viselve, amint kijelenti: "tudom, mire gondolnak, 'MIB', 3-D, felfújjuk a dolgokat, meg minden. De ez nem igazán az, amit mostanában csinálunk. Egy cél miatt vagyunk itt, és csakis azért a célért: hogy tudd, a 3-D jó kinézetén "dolgozom". 2010. szeptember 21-én egy ún. "kedvcsináló poszter" (angolul: teaser poster) jelent meg a filmhez. Egy harmadik forgatókönyvíró, Jeff Nathanson 2010 novemberében csatlakozott a csapathoz, mint az időutazásos szegmens újraírója, amely a történetben 1969-ben játszódik. Jeff Nathanson és David Koepp, oldalukon Steven Spielberg rendezővel már korábban is dolgoztak együtt, az Indiana Jones és a kristálykoponya királysága című filmben.
A film elsődleges forgatása 2010. november 16-án kezdődött. Eredetileg 2010. október 18-ától 2011 májusáig tartott volna New Yorkban, részben azért, hogy kihasználják New York-i adókedvezményt, amelyben az állam a felmerülő gyártási költségek 30%-át visszatérítette. A forgatási folyamatot két részre osztották, az első 2010 novemberétől körülbelül az év karácsonyáig tartott, s a filmkészítők bejelentése alapján 2011. február közepén folytatódott volna a filmezés második felével, ám azt áprilisig késleltették.
A filmről 2011. november 17-én bukkantak fel először online fotók. A fényképeken Will Smith, Tommy Lee Jones, Emma Thompson és Nicole Scherzinger szerepelt, forgatás közben. A forgatás folytatását 2011 márciusától júniusáig ütemezték. A forgatást 2011 áprilisában fejezték be a bronxi Morris Parkban. A brooklyni Coney-sziget (angolul: Coney Island) egyes részein 2011. április 24-én, illetve május 2-4 közötti gyártási időponttal parkolási és filmezési engedélyeket bocsátottak ki; az engedélyek címe alapján a MIB3 részére.

## Bemutató
A filmet a Columbia Pictures forgalmazza. Az USA-ban 2012. május 25-én; Magyarországon 2012. május 24-én került a mozikba.